# Dénomination sociale
Ne doit pas être confondu avec Nom commercial ou Raison sociale.
La dénomination sociale est la dénomination juridique d'une société commerciale. Selon les pays, leur législation et leur langue, cette dénomination peut revêtir des noms divers, avec des concepts parfois légèrement différents. Elle est souvent liée au nom du fondateur d'une entreprise et à sa raison sociale et/ou à une personne morale.

## Changements de dénomination sociale et «effet Dotcom»
Des entreprises changent de nom. Les raisons invoquées sont souvent :
- envoyer un signal au public, au marché et aux investisseurs, à propos de changements dans le secteur d'activité de l'entreprise, ou sur la survenue d'un changement de propriétaire et/ou d'une fusion-acquisition, restructuration, changement de type d'entreprise...
- envoyer un signal sur les performances futures promises ou espérées par l'entreprise.
- neutraliser ou faire oublier une mauvaise image (avec alors de risque de perception par le grand public d'une démarche de greenwashing.

### L'«effet Dotcom» existe-t-il?
Une idée reçue dans le monde de la finance ou dans le grand public est qu'un changement de dénomination sociale peut avoir sur les entreprises cotées un effet important de valorisation (on parle parfois d'« effet Dotcom » ou d'« effets cosmétiques »), mais les études qui ont cherché à vérifier cette assertion n'ont pas trouvé de preuves de cette assertion ou sont contradictoires :
Selon Karpoff  et al. (1994) « il existe peu de preuves que les changements de dénomination sociale correspondent à des changements dans la covariabilité du rendement des actions d'une entreprise avec son indice sectoriel ou à des changements dans le taux de croissance des bénéfices de l'entreprise ». Selon cette étude, les « effets de valorisation » sont faibles ou nuls et/ou « tendent à être anticipés par les investisseurs » ; (« la preuve d'une réaction positive du cours des actions à l'annonce d'un changement de nom est très faible et sensible à la sélection de l'échantillon »).
Après le début de la crise de 2008, de nombreuses entreprises ont intégré le nom blockchain dans leur dénomination sociale ou d'autres évoquant la cryptographie, le bitcoin ou les cryptomonnaies... en espérant ainsi améliorer leur valorisation boursière et/ou leur image publique.
Au début de ce phénomène, aux États-Unis, certaines de ces entreprises rebaptisées avec des dénominations « crypto-exubérantes » ont connu un gain de valorisation important (ex : jusqu'à + 30 % (cumulés) dans les 3 jours ayant suivi l'annonce de changement de nom quand le nom évoquait les crypto-monnaies, alors que les gains étaient nuls, faibles et plus transitoires quand le nouveau nom n'évoquait pas les cryptomonnaies). Cet effet de mode semble ne pas avoir duré ; une étude ayant porté sur la mesure d'un effet a conclu que ces entreprises rebaptisées avec des dénominations « crypto-exubérantes » deviennent simplement plus volatiles (leur cours devient plus sensible aux aléas du marché des crypto-monnaies et du minage, deux secteurs à risques financiers, car hautement spéculatifs) et que leur changement d'identité leur a plutôt nui en termes de rentabilité, avec un effet plutôt modérateur sur le levier financier de l'entreprise, déjà observé par Karpoff et ses collègues en 1994.
En 2015, sur 180 entreprises américaines cotées et ayant changé de nom, seules celles qui avaient déjà une forte activité de marketing et/ou qui ont tiré parti d'une marque forte dans leur portefeuille en ont retiré un bénéfice boursier ; de même pour celles qui ont ainsi proactivement communiqué sur un changement à venir de champ ou lieux d'activité. Inversement, celles qui se sont rebaptisées après un changement de périmètre d'activité n'en ont pas obtenu de bénéfice.
Selon Feng et al. (2021), si le marché chinois et les investisseurs réagissent positivement au changement de nom, c'est uniquement au moment de l'annonce de ce changement ; ensuite « le changement dynamique des réponses au changement de nom devient plus rationnel avec le temps ».  « Les entreprises aux performances financières problématiques et à la couverture médiatique négative sont plus enclines à changer de nom ».
Une autre étude, sur les performances à long terme de 4 types de sociétés cotées à Hong-Kong ayant changé de nom entre 1999 et 2008 confirme une brève réaction des investisseurs (autour de la date d'annonce aux changements), mais de manière générale quand le changement de dénomination vise à plus de clarté ou a des raisons réputationnelles, il ne génère aucune réaction du cours de l'action. Aucune activité de trading anormale n'est détectée autour de l'annonce et dans la période post-événement. Vis-à-vis de la bourse de Honk-Hong, les changements de noms semblent avoir « des effets à court terme sur le cours des actions, mais pas de relation à long terme avec le cours des actions ou la performance opérationnelle ».
Selon Devos et al. (2021), « la bourse réagit négativement aux changements de nom », surtout « pour les entreprises ayant moins de visibilité ». Changer de dénomination et de raison sociale peut aussi nuire à l'environnement informationnel d'une entreprise et affecter la gestion de ses résultats.

### Liens entre fraude financière et changements de noms d'entreprises
Il a été constaté (dont en Chine dans les années 2010) que, le changement de dénomination sociale sans apporter de modifications sous-jacentes aux fondamentaux de l'entreprise, et plus encore en cas de changement fréquent, est statistiquement associé au risque de rapport financier frauduleux, c'est-à-dire au mensonge en matière d'information financière.
Selon Zhang et al. (2021), le changement de nom d'entreprise devrait même être considéré par les autorités de régulation du marché, les investisseurs et les autorités concernées comme un « signal d'alarme » pour la fraude financière, notamment dans les contextes de marchés de capitaux émergents où l'environnement informationnel est généralement faible voire opaque.
En Chine, dans les années 2010, ce risque de fraude par omission de divulguer ou par divulgation tardive se montrait « plus prononcé pour les entreprises non publiques et les entreprises à faible concentration de propriété »

### Risques juridiques
L'entreprise doit vérifier que le nouveau nom n'est pas déjà déposé/utilisé par une autre entreprise, sous peine de risquer une poursuite.
Dans certaines juridictions (aux États-Unis par exemple), une société peut être poursuivie si son nom ou son changement de nom peut être considéré comme trompeur ou être assimilé à une publicité mensongère
De nombreuses sociétés « crypto-exubérantes » ont ainsi été citées à comparaître aux États-Unis par la Securities and Exchange Commission (SEC) pour, entre autres, avoir inclus le terme "blockchain" dans son nom en l'absence d'un lien clair de leur activité avec ce secteur d'activité.

## Droit canadien
En droit canadien, la dénomination sociale est le terme utilisé dans la Loi canadienne sur les sociétés par actions (LCSA) pour référer au nom juridique de l'entreprise.
Dans la Loi sur les sociétés par actions (LSAQ) du Québec, le législateur emploie plutôt le terme « nom ».

## Droit français

### Définition
En droit français, la « dénomination sociale » doit impérativement figurer dans les statuts de la société commerciale considérée. C'est la dénomination sous laquelle la société est inscrite au Registre du commerce et des sociétés, et sous laquelle elle exerce ses activités et este en justice.
La dénomination sociale (à la différence de la raison sociale) est choisie librement ; elle est également cessible à une autre société (ce qui la rapproche de ce point de vue du nom commercial).

### Personnalité morale et dénomination sociale
L'existence d'une « dénomination sociale », qui identifie une société comme le nom identifie une personne physique, est une des conséquences de la personnalité morale de l'entreprise, et de sa capacité juridique. C'est pourquoi, en 2007 et 2008, le jugement impliquant une société désignée alors non par sa dénomination sociale, mais par un nom d'enseigne (nom commercial…), a été frappé d'un vice de forme, faute d'identifier correctement la société.
Cependant, la société peut être connue dans ses affaires courantes sous un nom commercial, qui, faisant partie du fonds de commerce de l'entreprise, a une valeur commerciale, mais pas légale, et qui peut n'être qu'un nom de fantaisie.

### Dénomination sociale des entreprises individuelles
À l'inverse d'une société commerciale, qui elle est une personne morale se différenciant des personnes qui la composent, une entreprise individuelle est ce qu'on appelle une personne physique. Elle ne se différencie pas de son fondateur. Cette spécificité fait que la dénomination sociale d'une entreprise individuelle (et des microentreprises vu que ce régime appartient à la forme juridique de l'entreprise individuelle) est obligatoirement le nom de son fondateur,.

### Dénomination sociale et raison sociale
En revanche, pour une société civile, on utilise le terme de raison sociale pour désigner la dénomination légale de la société.
La « raison sociale » s'appliquait anciennement également aux sociétés en nom collectif ; c'était alors le terme désignant l'appellation de la société dans les cas où elle devait obligatoirement être constituée des noms, qualifications et titres professionnels des associés.

### Autres attributs de la société
La personnalité morale de la société s'accompagne, outre la dénomination sociale, d'autres attributs liés à sa capacité juridique :
- siège social : le siège social de l'entreprise est une notion que la jurisprudence, et non la loi, a définie[19]. C'est en quelque sorte l'adresse de la société, comme la dénomination sociale est son nom ;
- la nationalité : comme une personne physique, la société a une nationalité[20].

D'autre part, la société a, à son nom, un patrimoine, « réservoir » des droits et obligations résultant de sa capacité à contracter.

## Droit britannique
Au Royaume-Uni, le « legal name » (« dénomination juridique ») est le nom sous lequel la société mène son activité. Dans les entreprises du Royaume-Uni qui opèrent sous un nom autre que celui de la société ou de son propriétaire, on doit indiquer soit la dénomination sociale de la société, son numéro d'immatriculation et son adresse, soit le nom et l'adresse de son propriétaire. Cette information doit figurer dans tous les établissements commerciaux auxquels le public a accès et sur des documents tels que les commandes, les reçus, et, depuis janvier 2007, le site internet, de l'entreprise.

## Droit allemand
En Allemagne, le terme de « Firma » désigne en droit allemand la dénomination juridique sous laquelle une société ou un commerçant, de façon plus générale, exerce son activité, signe les documents officiels et este en justice.
La Firma, le nom de l'entreprise, fait partie intégrante de l'identité de la société, qu'il s'agisse de PME ou de grosses sociétés. Lors du rachat de celle-ci, la Firma peut être conservée si le précédent propriétaire donne son accord.

## Droit japonais
Au Japon, le « nom de l'entreprise » (商号) est le nom sous lequel celle-ci apparait dans l'exercice de son activité. Les dispositions législatives correspondantes figurent dans le Code de commerce japonais (tel qu'il existait essentiellement avant l'amendement du 26 juillet 2005), ainsi que dans le « Registre des immatriculations commerciales » et la loi sur les sociétés.

## Droit américain
Aux États-Unis, le corporate name, le nom sous lequel une société est immatriculée, est la dénomination juridique de l'entreprise, qui peut incorporer sa forme juridique (Inc.). Ce nom peut être utilisé ou non comme nom commercial ; ainsi, Atlantic & Pacific Tea Company (corporate name) exerce son activité en étant connu sous le nom de A&P (nom commercial).